# Cephalozia compacta
Cephalozia compacta là một loài rêu trong họ Cephaloziaceae. Loài này được Warnst. mô tả khoa học đầu tiên năm 1903.